# Issei Futamata
Issei Futamata (jap. 二又 一成 Futamata Issei; ur. 15 marca 1955) – japoński seiyū. Przynależy do Haikyō.

## Filmografia

### Seriale anime
- 1983: Alicja w Krainie Czarów jako Kot Chesire
- 1985: Chōjū Kishin Dancouga jako Helmut
- 1989: Księga dżungli jako Tabaqui
- 1989: Piotruś Pan jako Robert
- 1990: Robin Hood jako książę Jan
- 2003: Ashita no Nadja jako Herman Preminger
- 2004: Futari wa Pretty Cure jako Ilkubo
- 2006: Shijō saikyō no deshi Ken’ichi jako Kensei Ma
- 2007: Death Note jako Kyōsuke Higuchi

### Tokusatsu
- 1990: Tokkei Winspector jako Demitas